# Garrison (Nebraska)
Garrison je selo u američkoj saveznoj državi Nebraska. Prema popisu stanovništva iz 2010. u njemu je živjelo 54 stanovnika.